# Jakob Engel-Schmidt
Jakob Engel-Schmidt, född 24 oktober 1983 i Birkerød, Danmark, är en politiker. Han blev 2021 sekretariatsleder för Moderaterne och är sedan 2022 ledamot i Folketinget för partiet. Han blev den 15 december 2022 utnämnd till kulturminister i SVM-regeringen. Han har tidigare varit medlem av Venstre och har varit ordförande för Venstres Ungdom.

## Bakgrund
Jakob Engel-Schmidt är son till krukmakare Henrik Schmidt och korrespondent Kirsten Engel Schmidt. Jakob Engel-Schmidt läste med matematisk inriktning vid Birkerød gymnasium och tog studenten där 2002. Han tog senare kandidatexamen i international management vid Copenhagen Business School samt Anglia Ruskin University (i Storbritannien). Han tog cand.merc.-examen i International Business vid Copenhagen Business School 2010. Han är reservofficer i Kongens Artilleriregiment, Sjælsmark.

## Yrkeskarriär
Engel-Schmidt var mellan 2006 och 2009 ledningsassistent hos Mondo A/S och fram till 2011 konsult vid Dansk Industri. I januari 2012 tillträdde han som direktör för Dansk Iværksætter Forening, en förening som tillvaratar entreprenörer och självständiga intressenters intressen och ger ut magasinet Iværksætteren som Engel-Schmidt blev redaktör för. Han var anställd där tills han 2013 kom in i Folketinget som ersättare för Gitte Lillelund Bech. Han ersatte henne fram till valet 2015. Från 1 september 2015 var han direktör for Niels Brocks yrkesutbildningar, avbrutet av ett och ett halvt år i Folketinget 2016-2017. Den 6 februari 2018 avslöjades det att han i juli 2017, en kort tid innan han lämnade Folketinget, hade förlorat körkortet då han hade kört bil med kokain i blodet. Dagen efter avslöjandet förlorade han sitt jobb på Niels Brock och han slutade även som paneldeltagare i programmet "NEWS & Co." på TV 2 News. Han hade hållit händelsen hemlig för sitt parti en längre period.  Engel-Schmidts utträde ur Folketinget var formellt sett en tjänstledighet. Hans mandat löpte därmed ut i samband med folketingsvalet 2019. I mars 2019 tillträdde han som public affairs director hos lobbyföretaget Rud Pedersen.

## Politisk karriär

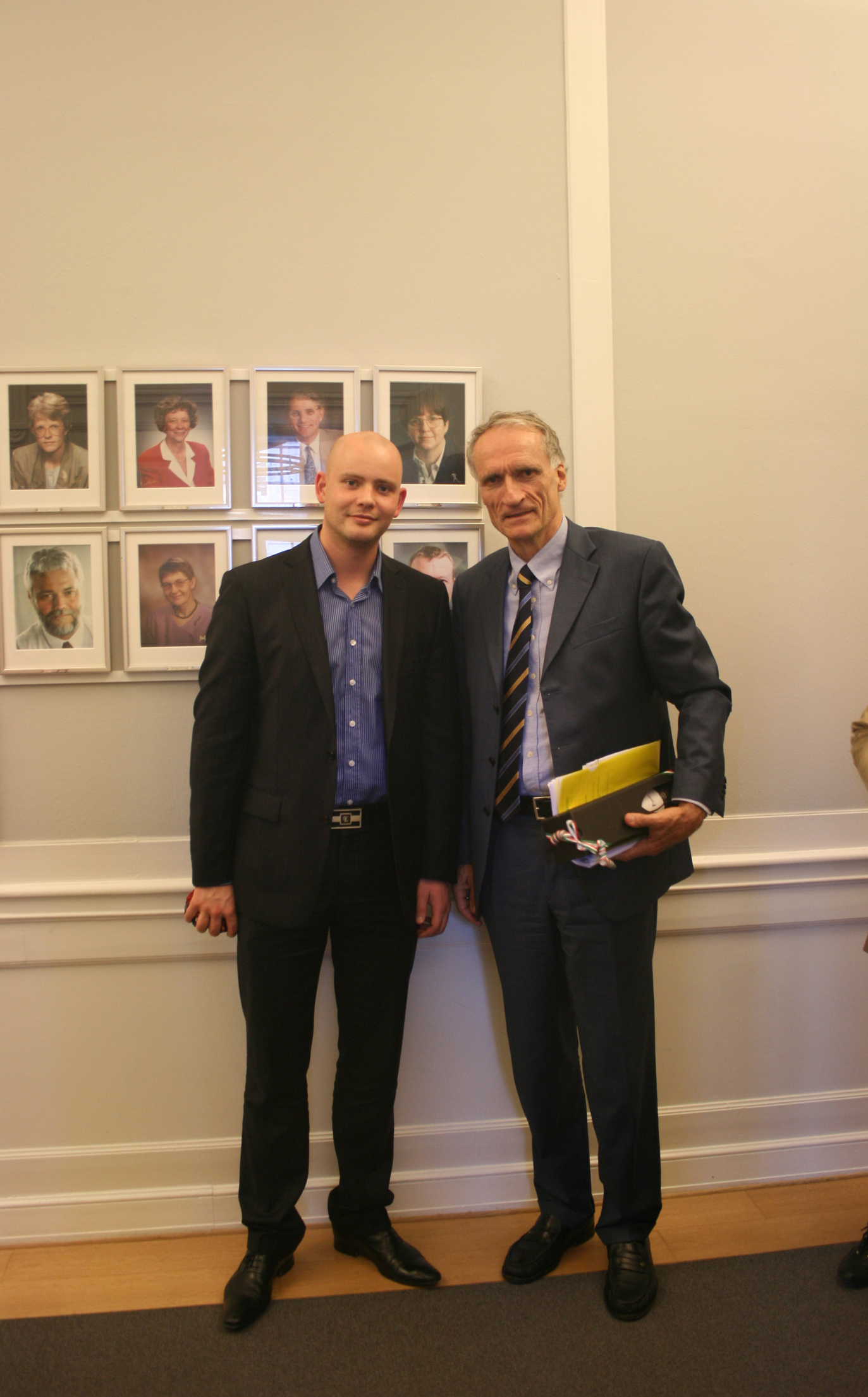
Jakob Engel-Schmidt med Bertel Haarder i 2010.

Engel-Schmidt började sin politiske karriär som lokal ordförande för Venstres Ungdom i Birkerød 2004. Han var 2007 medförfattare till Venstres ungdomspolitik, och 2008 blev han vice ordförande för ungdomsförbundet. Han kom in i Venstres partistyrelse i november 2008. Han var ordförande för Venstres Ungdom från september 2009 till november 2011.
Vid Kommunal- och regionvalet 2009 ställde han upp i Rudersdal kommun, men blev inte invald. Som ungdomsförbundets ordförande kritiserade Engel-Schmidt 2009 Dansk Folkepartis (DF) inflytande i dansk politik och uttryckte då att partiet hade "indsnævrede holdninger i forhold til en bestemt gruppe mennesker i samfundet" (ungefär "trångsynta attityder gentemot en viss grupp människor i samhället"). Då DF 2010 uttalade, att ville kunna ingå i en regering, kritiserade han åter partiet och uttryckte att han hellre förlorade regeringsmakten än att såg Dansk Folkeparti dela ministerbilar med Venstre och De Konservative".
Jakob Engel-Schmidt blev 7 juni 2010 på vald till Venstres folketingskandidat i Lyngbykredsen Han fick 2 234 personröster vid folketingsvalet 2011, vilket inte var tillräckligt för att han skulle bli vald, men gjorde honom till första ersättare. Den liberala debattören Jarl Cordua hade för valet uppmanat väljare att rösta på honom som "en glimrende liberal kandidat".
I början av 2013 tillkännagav han sin kandidatur till kommunfullmäktige i Lyngby-Taarbæk kommun, där den sittande Venstre-borgmästaren, Søren P. Rasmussen, riskerade att förlora sin post. Vid kommunalvalet i oktober samme år lyckades Engel-Schmidt komma in i kommunfullmäktige, men Venstre förlorade borgmästarposten till de Konservatives Sofia Osmani.
Den 15 augusti 2013 gick han in som ersättare för Gitte Lillelund Bech, som lämnade Folketinget för att bli lobbyist. Han blev därefter ordförande för  for iværksætteri og innovation. I Folketinget arbetade Engel-Schmidt bland annat för att göra crowdfunding lättare genom att identifiera lagliga begränsningar för aktiecrowdfunding.
Engel-Schmidt blev inte invald för kretsen Köpenhamns omgivning (där han kandiderade) vid folketingsvalet 2015 då Venstre gick tillbaka. Däremot blev han ersättare. Han återkom till Folketingen 29 februari 2016 då han tog över Morten Løkkegaards plats då han i sin tur ersatte Ulla Tørnæs i Europaparlamentet. I september 2017 tillkännagav Engel-Schmidt, att han skulle lämna Folketinget och Mads Fuglede tog hans plats 1 oktober 2017.
I april 2021 blev Engel-Schmidt anställd som sekretariatsledare for Lars Løkke Rasmussens politiska nätverk, Det Politiske Mødested, som var föregångaren till partiet Moderaterne. Han blev politisk chef for Moderaterne 2022 och han var partiets spetskandidat till Folketinget i Nordsjællands storkrets.
Vid folketingsvalet 2022 blev han vald med 4 252 personröster. Vid den följande regeringsbildningen utsågs han till kulturminister.

## Övrigt
Jakob Engel-Schmidt har varit flitigt förekommande i media, bland annat i debatter i DR, TV 2 och regional-tv. Han har dessutom bloggat för tidningen Politiken under titeln "Øretævernes holdeplads". I ett blogginlägg från april 2014 kritiserade han Israels ockupation av Västbanken och skrev att förhållanden påminde om den sydafrikanska apartheid-regimen. Det skapade debatt, även internationellt, och Venstres talesperson Inger Støjberg tog skarpt avstånd från liknelsen. Han var medlem i Dansk Ungdoms Fællesråds tipsutskottet under 2009, och har varit styrelseledamot i Danish Institute for Parties and Democracy. Efter att han  i slutet av januari 2013 avslöjade tre tjuvar på bar gärning blev Engel-Schmidt hotad vid DøgnNetto i Birkerød och var tvungen att fly in i affären. Han anmälde de tre för hot och inbrott.